# エキセントリック・プラネット

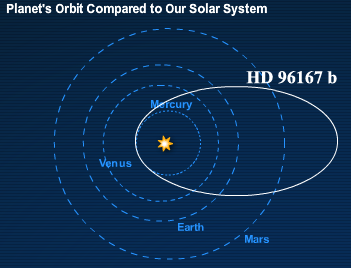
エキセントリック・プラネットHD 96167 bの軌道。比較のため太陽系の4つの岩石惑星の軌道が描かれている。

エキセントリック・プラネット（英語: Eccentric planet）とは太陽系外惑星において発見された、軌道離心率の大きなタイプの惑星の俗称である。何をもって離心率が高いとみなすかについて明確な定義はないが、例えば0.1という目安が挙げられる。質量が木星程度のものはエキセントリック・ジュピター（英語: Eccentric Jupiter）とも呼ばれる。
太陽系の惑星は水星を除いてその公転軌道が離心率0.1にも満たず、ほぼ真円に近い状態で運動している。しかしながら、2006年の時点で発見された太陽系外惑星の実に2/3が離心率0.2以上の楕円軌道を描いている。この事はホット・ジュピターとともに、これまでの太陽系形成論を根本的に見直す契機となった。

## 発見の経緯
エキセントリック・プラネットが最初に確認されたのは1996年。前年にペガスス座51番星において、主系列星初の太陽系外惑星が発見されていたが、それとは別に中心星からの距離はある程度離れているものの、離心率の非常に大きな惑星が見つかった。
はくちょう座16番星やおとめ座70番星の周囲を公転する離心率が0.5を超えるその天体は、当初褐色矮星とみなす向きもあった。しかし、その後続々と木星質量程度の類似天体が発見された事に加え、多重惑星系の存在などから、太陽系外惑星の典型例として広く認められることとなった。
Eccentric という言葉は本来「偏心軌道の、楕円軌道の」という意味の天文学用語であるが、「奇妙な、常軌を逸した」という意味もあるため、ダブルミーニングで広く使われるようになった。

## 軌道形成の由来
太陽系惑星と比較してその歪んだ軌道の由来に関しては諸説あるが、複数惑星系でホット・ジュピターが存在する場合は「スリングショットモデル」という比較的シンプルなモデルで説明することが出来る。以下にコンピュータ・シミュレーションによる軌道進化の計算例を紹介する。
どの惑星系においても、当初は惑星の公転軌道はほぼ真円に近い状態で誕生するが、巨大ガス惑星が3個以上存在した場合にはある程度時間が経過すると軌道の歪みが発生。うち1個の惑星は系外に放り出され、残った2個の惑星も非常に離心率の大きな軌道になる。
これは3個の惑星間で公転中互いにやりとりするエネルギーが、特定の惑星に集中してしまうことに起因する。この現象はほぼ例外なく、ある一定の期間（1 - 2桁の誤差がある）を超えると発生するが、巨大ガス惑星が2個以下の場合（すなわち太陽系ならば木星と土星のみ）は「一定の期間」が標準的な恒星の寿命より遥かに長く、事実上は円軌道のまま安定する。よって、太陽系は半永久的に各惑星がほぼ円軌道のままという計算結果も出ている。一方で巨大ガス惑星が3個以上存在すると「一定の期間」は惑星の質量や軌道間隔に大きく左右されるようになる。大質量の惑星が狭い軌道間隔を取っている場合は、その期間は恒星の寿命より短くなり、惑星系が形成されてしばらくすると軌道交差が発生する。
その他の説として、巨大惑星と原始惑星系円盤との相互作用によって離心率が上昇する可能性も指摘されている。ただしこのメカニズムでは離心率が0.4を超えるようなエキセントリック・プラネットを説明することは難しい。また、惑星が連星系に属する恒星を回っている場合、伴星の重力によって軌道離心率が増大することが考えられるが、そのような惑星は発見されたエキセントリック・プラネットの一部でしかない。

## ホット・ジュピターとの関連
主星の近くを公転するホット・ジュピターは、エキセントリック・プラネットの軌道が変化したものだという説がある。エキセントリック・プラネットが近点で恒星に0.05天文単位 (au)程度まで接近するような細長い楕円軌道を持つ場合、主星からの潮汐力により近点付近で公転にブレーキが掛かる。その結果、近点距離を維持したまま遠点距離のみが次第に小さくなり、最終的には半径の小さい円軌道に落ち着くというものである。例えば HD 80606 b というエキセントリック・プラネットは、近点距離が0.03 au、遠点距離が0.87 auという極端な楕円軌道を持っており、軌道半径0.03 auのホット・ジュピターに遷移しつつある天体なのかもしれない。
このモデルの問題点として、潮汐力は距離が離れると急速に弱まる（距離の三乗に反比例）ので、十分なブレーキを得るためには主星に近づく軌道を取り続けなければならないことが挙げられる。例として、ホットジュピターに遷移しつつある天体の外側に別の巨大惑星が存在すると、その重力によって内側の惑星の近点距離が変化し、主星から離れ過ぎた場合は潮汐力はほとんど効かなくなる。また、主星からやや離れた位置（0.1 au以上）にもホットジュピターが発見されているが、これらを説明するには別のモデルが必要となる。

## 複数惑星系との混同
エキセントリック・プラネットとして知られている天体の一部は、実際には真円に近い軌道を持つ複数の惑星かもしれない。エキセントリック・プラネットの大半はドップラー分光法を用いた視線速度の測定に基づいて報告されている。惑星が円軌道のケースでは視線速度の変動パターンは単純なサインカーブになるが、楕円軌道の場合サインカーブから外れるためエキセントリック・プラネットとして認識される。しかしながら、このような歪んだ波形は、複数の惑星が引き起こす視線速度の変動が合成されることでも生じ得る。視線速度のサンプリングが不十分（回数が少ない・公転周期の一部しかカバーできていない等）だと両者は区別できない。この状況では観測結果を再現できる最もシンプルなモデル（オッカムの剃刀）として、複数惑星系ではなく単一のエキセントリック・プラネットという解釈が好まれる。
これらの事情から、当初はエキセントリック・プラネットとして報告されていた惑星が、観測の積み重ねや分析技法の改良に伴い、離心率の低い複数惑星系と判明する事例がある。一例として、2013年に単一のエキセントリック・プラネットを持つとされていた82個の惑星系について再調査した研究では、複数惑星モデルが単一惑星モデルより統計的に見て明らかに良好という惑星系が9つ発見されている。
複数惑星系とエキセントリック・プラネットとが混同される状況は、単一の惑星として解釈した場合の離心率が0.5以下となるような、比較的波形の歪みが小さいケースで起こりやすい。一方で離心率が0.5以上の極端な軌道を持つエキセントリック・プラネットは、複数惑星系と誤認される余地はほとんどないと考えられている。